# یانوس کوم
یانوس کوم (استونیایی: Jaanus Kuum; ۲ اکتبر ۱۹۶۴ – ۲۶ اوت ۱۹۹۸) دوچرخه‌سوار اهل استونی-نروژ بود.